# Casa Barstow Harvey
La casa Barstow Harvey, también conocida como estación de Barstow, es un edificio histórico ubicado en Barstow (California), Estados Unidos. Originalmente construido en 1911 como casa del Desierto, el hotel Harvey House y un depósito del Ferrocarril de Atchison, Topeka y Santa Fe, actualmente sirve como una estación de Amtrak y un edificio gubernamental que alberga oficinas de la ciudad, la Cámara de Comercio y Centro de Visitantes de Barstow y dos museos.
Fue incluida al Registro Nacional de Lugares Históricos en 1975, y se designó como un Hito histórico de California 1976.

## Historia
La estación y el hotel casa del Desierto fueron construidos en 1911 por Ferrocarril de Atchison, Topeka y Santa Fe para reemplazar uno anterior construido en 1885 que se quemó en 1908. Santa Fe cerró la estación en 1973. Quedó en ruinas hasta que la compró la ciudad. de Barstow y reconstruido después de los graves daños causados por un terremoto en 1992.
El edificio es una síntesis de los estilos arquitectónicos de la arquitectura renacentista española y la arquitectura neoclásica, con un poco de morisco. El marco de hormigón está revestido con ladrillo rojo y piedra artificial beige. Arcadas y columnatas se alinean en la fachada, brindando sombra contra el sol del desierto. Se utilizan tejas de barril de arcilla roja para cubrir el techo. Las torres en las esquinas del edificio y las de la bahía central están cubiertas con techos apuntados o cúpulas pintadas.
Francis W. Wilson es el arquitecto acreditado por el Programa de Documentación Patrimonial del Servicio de Parques Nacionales.

## Restauración
La ciudad de Barstow obtuvo la estación en 1990. Después de la restauración y más de $8 millones en reparaciones por los daños causados por un terremoto en 1992, varias oficinas de la ciudad se mudaron al edificio. La Cámara de Comercio y Centro de Visitantes del Área de Barstow también opera desde esta edificación. Otras instituciones públicas ubicadas aquí son el Museo del Ferrocarril de América Occidental en el lado este y el Museo Route 66 "Mother Road" en el lado norte.